# Ernst Bassermann
Pour les articles homonymes, voir Bassermann.
Ernst Bassermann, né le 26 juillet 1854 à Wolfach et mort le 24 juillet 1917 à Baden-Baden, est un homme politique allemand. Il a été le dirigeant du Parti national-libéral est député au Reichstag.
Après des études de droit à Heidelberg, il rejoint la cavalerie prussienne à Colmar comme volontaire. En 1880, il devient avocat à Mannheim puis conseiller municipal en 1887. Six ans plus tard, il entre au parlement sous l'étiquette du Parti national-libéral. Pendant la Première Guerre mondiale, il combat sur le front de l'ouest. En 1917, il soutient la guerre sous-marine à outrance. En février de la même année, il se retire de tous les postes qu'il occupe, y compris son mandat de député. Il meurt le 24 juillet de la même année à Baden-Baden.